# إد غانيه (لاعب)
إد غانيّه (بالفرنسية: Ed Gagnier)‏ هو لاعب كرة قاعدة فرنسي، ولد في 16 أبريل 1882 في باريس في فرنسا، وتوفي في 13 سبتمبر 1946 في ديترويت في الولايات المتحدة.

## وصلات خارجية
- إد غانيّه على موقعبيزبول رفرنس.كوم (الدوري الرئيسي) (الإنجليزية)
- إد غانيّه على موقعبيزبول رفرنس.كوم (الدوري الثانوي) (الإنجليزية)